# IC 100
IC 100 је елиптична галаксија у сазвјежђу Кит која се налази на листи објеката дубоког неба у Индекс каталогу.
Деклинација објекта је - 4° 38' 33" а ректасцензија 1h 22m 53,9s. Привидна величина (магнитуда) објекта IC 100 износи 13,7 а фотографска магнитуда 14,7. IC 100 је још познат и под ознакама MCG -1-4-30, NPM1G -04.0057, PGC 5029.